# James Broun-Ramsay

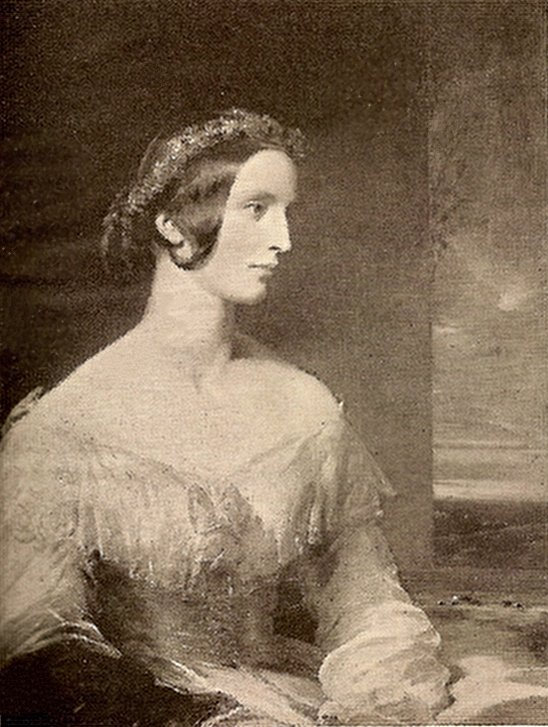
Lady Susan, marquesa de Dalhousie.

James Andrew Broun-Ramsay, 1.er Marqués de Dalhousie, KT, PC (22 de abril de 1812 – 19 de diciembre de 1860) fue un político británico, Gobernador general de la India.

## Biografía

### Juventud
James Andrew Broun-Ramsay fue el tercer hijo de George Ramsay, 9.º Conde de Dalhousie (1770 – 1838), uno de los generales del Duque de Wellington, quien, tras ser Gobernador General de Canadá, fue nombrado Comandante en Jefe de la India. Sus dos hermanos mayores murieron siendo muy jóvenes.
Pasó buena parte de su niñez junto a sus padres en Canadá, donde su padre era Gobernador General, y a su vuelta a Escocia, fue educado en el Harrow School donde estudió desde 1825 hasta 1827. Ese año abandonó el colegio y se confió su educación al Rev. Temple, titular de la parroquia de Staffordshire. En 1829, comenzó a estudiar en el Colegio Christ Church de la Universidad de Oxford. En 1832 tuvo que sobrellevar la muerte de su hermano mayor, lo que afectó a sus estudios, aunque no impidió que se graduará al año siguiente.
Al finalizar sus estudios, viajó a Italia y Suiza.

### Carrera política
Tras no poder conseguir un asiento en el Parlamento en las elecciones generales de 1835, Ramsay consiguió acceso a la Cámara de los Comunes en las elecciones de 1837. El año anterior se había casado con Lady Susan Hay, hija del Marqués de Tweeddale, y quien fue su apoyo hasta su muerte en 1853.
En 1838 se produjo la muerte de su padre, el Conde de Dalhousie, heredando su título, y menos de un año después, falleció su madre.
En mayo de 1843, fue elegido vicepresidente de la Cámara de Comercio, siendo presidente de la misma William Ewart Gladstone, y entró a formar parte del Consejo Privado del Reino Unido. En 1845 sucedió a Gladstone en el cargo de Presidente de la Cámara, y tuvo que afrontar eventos como las crisis del ferrocarril o la lucha por las leyes del maíz.
Cuando Sir Robert Peel renunció a su cargo en el gobierno en junio de 1846, Lord John Russell le ofreció a Dalhousie un asiento en el gabinete, una oferta que declinó, lo mismo que hizo con la oferta para presidir el consejo del ferrocarril.
Sin embargo, en 1847 aceptó el cargo de Gobernador General de la India como sucesor de Lord Hardinge.

### Gobernador General de la India
Dalhousie asumió su cargo el 12 de enero de 1848, siendo honrado poco después con el nombramiento de caballero de la Orden del Cardo.
En abril de 1848, tras el asesinato de dos oficiales británicos en la ciudad de Multan, se produjo un levantamiento de las tropas Sikh contra la administración británica. Comenzó así una guerra, con la que Dalhousie no sólo buscaba la recuperación de Multan, sino el control total de la región del Punjab. Tras un comienzo de campaña con algunos éxitos en varias batallas, la resistencia de la ciudad demostró que la tarea no iba a ser fácil ni barata. Finalmente, en enero de 1849, el fuerte de Multan fue tomado por el General Whish. Tras la batalla de Guyarat el 21 de febrero, el ejército Sikh se rindió en Rawalpindi, y sus aliados afganos fueron expulsados de la India. Por sus servicios, el Conde de Dalhousie recibió el agradecimiento del Parlamento y le fue otorgado el título de Marqués.
Tras la guerra, Dalhousie anexionó el Punjab, pasando la nueva provincia a ser gobernada por un triunvirato bajo la supervisión personal del Gobernador General.
En 1853, se produjo la anexión de parte de los territorios del Reino de Birmania, con la que se había comenzado una guerra el año anterior.
Dalhousie, siguiendo su convicción de que toda la India necesitaba una administración británica, comenzó a aplicar lo que fue llamado la Doctrina del Lapso. Según esta idea, los británicos se anexionarían todos los territorios donde no existiera un heredero, afectando a los estados de Satara en enero de 1849, Jaitpur y Sambalpur ese mismo año, y Jhansi y Nagpur en 1853. En estos casos, las acciones fueron aprobadas por las autoridades de Londres, pero su propuesta para anexionar Karauli en 1849 fue desautorizada, mientras que Baghat y Udaipur, estados que había anexionado en 1851 y 1852, respectivamente, fueron restaurados a su gobierno nativo posteriormente. El 30 de abril de 1852 agradeció a Charles Austen, Comandante en Jefe de la Estación de Indias Orientales y China, por sus servicios en Birmania, quien posteriormente también registró formalmente su pesar por la muerte de Austen el 7 de octubre de 1852, víctima del cólera.
También se tomaron medidas en los territorios propios. El gobierno de Bengala, fue otorgado a un Teniente Gobernador en mayo de 1854; se creó un departamento de obras públicas en cada territorio; se continuó con la expansión del sistema de telégrafos; se completó el primer enlace de ferrocarril; y se finalizó el Canal del Ganges. También creó un nuevo sistema postal, introduciendo el uso del sello postal.

### Vuelta a Inglaterra
Tras siete años de servicio en la India, Dalhousie partió el 6 de marzo de 1856 hacia Inglaterra, donde llegó el 11 de mayo. Allí vivió sus últimos años de vida, pues murió en el Castillo de Dalhousie el 19 de diciembre de 1860, quedando extinto el Marquesado al no tener descendencia masculina.